# Oxyrhabdium leporinum
Espèce
Synonymes
- Rhabdosoma leporinum Günther, 1858
- Stenognathus brevirostris Peters, 1872

Statut de conservation UICN

 LC  : Préoccupation mineure
Oxyrhabdium leporinum est une espèce de serpents de la famille des Lamprophiidae. 

## Répartition
Cette espèce est endémique des Philippines. Elle se rencontre sur les îles de Luçon, de Mindoro, de Cebu, de Negros et de Panay.

## Liste des sous-espèces
Selon The Reptile Database (19 février 2014) :
- Oxyrhabdium leporinum leporinum (Günther, 1858)
- Oxyrhabdium leporinum visayanum Leviton, 1958

## Étymologie
La dénomination spécifique, leporinum, du latin lepus signifiant « lièvre », fait référence à une dépression parcourant verticalement la pointe du rostre du serpent, rappelant un bec-de-lièvre. La sous-espèce Oxyrhabdium leporinum visayanum est nommée en référence au lieu de sa découverte, l'île de Negros dans les Visayas.

## Publications originales
- Günther, 1858 : Catalogue of Colubrine Snakes in the Collection of the British Museum, London, p. 1-281 (texte intégral).
- Leviton, 1958 : A review of the Philippine snakes of the genus Oxyrhabdium (Serpentes : Colubridae). Wassmann Journal of Biology, vol. 15, p. 285-303.